# Gongromastix incerta
Gongromastix incerta är en tvåvingeart som beskrevs av Jaschhof 2002. Gongromastix incerta ingår i släktet Gongromastix och familjen gallmyggor.
Artens utbredningsområde är Sverige. Inga underarter finns listade i Catalogue of Life.